# IEEE 802.11
IEEE 802.11은 흔히 무선랜, 와이파이(Wi-Fi)라고 부르는 무선 근거리 통신망(LAN) 또는 무선 네트워크에 사용되는 표준 규격으로, IEEE의 LAN/MAN 표준 위원회 (IEEE 802)의 11번째 워킹 그룹에서 개발된 표준 기술을 의미한다.
802.11과 와이파이라는 용어가 번갈아 사용되기도 하지만 와이파이 얼라이언스는 "와이파이"라는 용어를 다른 집합의 표준으로 정의하고 있다. 따라서 802.11과 와이파이는 동의어가 아니다.

## 개요
IEEE 802.11은 현재 주로 쓰이는 유선 LAN 형태인 이더넷의 단점을 보완하기 위해 고안된 기술로, 이더넷 네트워크의 말단에 위치해 필요 없는 배선 작업과 유지관리 비용을 최소화하기 위해 널리 쓰이고 있다. 보통 폐쇄되지 않은 넓은 공간(예를 들어, 하나의 사무실)에 하나의 핫스팟을 설치하며, 외부 WAN과 백본 스위치, 각 사무실 핫스팟 사이를 이더넷 네트워크로 연결하고, 핫스팟부터 각 사무실의 컴퓨터는 무선으로 연결함으로써 사무실 내에 번거로이 케이블을 설치하고 유지보수를 하지 않아도 된다.

## 전송 방식 표준
| 802.11 네트워크 표준 | 802.11 네트워크 표준 | 802.11 네트워크 표준 | 802.11 네트워크 표준 | 802.11 네트워크 표준                           | 802.11 네트워크 표준 | 802.11 네트워크 표준 | 802.11 네트워크 표준 | 802.11 네트워크 표준 | 802.11 네트워크 표준 | 802.11 네트워크 표준 |
| 802.11 프로토콜      | 최초 배포            | 주파수 (GHz)         | 대역폭 (MHz)         | 스트림 당 데이터 속도 (Mbit/s)                 | 가능한 MIMO 스트림   | 변조                 | 대략적인 실내 범위   | 대략적인 실내 범위   | 대략적인 실외 범위   | 대략적인 실외 범위   |
| 802.11 프로토콜      | 최초 배포            | 주파수 (GHz)         | 대역폭 (MHz)         | 스트림 당 데이터 속도 (Mbit/s)                 | 가능한 MIMO 스트림   | 변조                 | (m)                  | (ft)                 | (m)                  | (ft)                 |
| -------------------- | -------------------- | -------------------- | -------------------- | ---------------------------------------------- | -------------------- | -------------------- | -------------------- | -------------------- | -------------------- | -------------------- |
| 802.11-1997          | 1997년 1월           | 2.4                  | 20                   | 1, 2                                           | 1                    | DSSS, FHSS           | 20                   | 66                   | 100                  | 330                  |
| a                    | 1999년 9월           | 5                    | 20                   | 6, 9, 12, 18, 24, 36, 48, 54                   | 1                    | OFDM                 | 35                   | 115                  | 120                  | 390                  |
| a                    | 1999년 9월           | 3.7[A]               | 20                   | 6, 9, 12, 18, 24, 36, 48, 54                   | 1                    | OFDM                 | —                    | —                    | 5000                 | 16,000[A]            |
| b                    | 1999년 9월           | 2.4                  | 20                   | 1, 2, 5.5, 11                                  | 1                    | DSSS                 | 35                   | 115                  | 140                  | 460                  |
| g                    | 2003년 1월           | 2.4                  | 20                   | 6, 9, 12, 18, 24, 36, 48, 54                   | 1                    | OFDM, DSSS           | 38                   | 125                  | 140                  | 460                  |
| n                    | 2009년 10월          | 2.4/5                | 20                   | 7.2, 14.4, 21.7, 28.9, 43.3, 57.8, 65, 72.2[B] | 4                    | OFDM                 | 70                   | 230                  | 250                  | 820                  |
| n                    | 2009년 10월          | 2.4/5                | 40                   | 15, 30, 45, 60, 90, 120, 135, 150[B]           | 4                    | OFDM                 | 70                   | 230                  | 250                  | 820                  |
| ac                   | 2012년 12월          | 5                    | 20                   | 87.6까지                                       | 8                    | OFDM                 |                      |                      |                      |                      |
| ac                   | 2012년 12월          | 5                    | 40                   | 200까지                                        | 8                    | OFDM                 |                      |                      |                      |                      |
| ac                   | 2012년 12월          | 5                    | 80                   | 433.3까지                                      | 8                    | OFDM                 |                      |                      |                      |                      |
| ac                   | 2012년 12월          | 5                    | 160                  | 866.7까지                                      | 8                    | OFDM                 |                      |                      |                      |                      |
| ad                   | 2012년 12월          | 2.4/5/60             |                      | 7000까지                                       |                      |                      |                      |                      |                      |                      |
| ax                   | 2016년~2019년 9월    | 1/2.4/5/6            |                      | 600–9608Mbit / s                               |                      |                      |                      |                      |                      |                      |

- A1 A2 IEEE 802.11y-2008는 802.11a 의 동작 주파수를 허가 받은 3.7 GHz 밴드까지 확장했다. 2009년 기준 미국에서만 FCC의 허가에 의해 전력 제한이 완화되어 5,000 m 까지 범위가 늘어났다.
- B1 B2 는 짧은 보호 구간 (Short Guard Interval, SGI)으로 설정했다고 가정할 때이고, 그렇지 않은 경우 각각의 데이터 속도는 10% 감소한다.

### 802.11 (초기 버전)
802.11은 최고속도가 2Mbps인 무선 네트워크 기술로, 적외선 신호나 ISM 대역인 2.4GHz 대역 전파를 사용해 데이터를 주고 받으며 여러 기기가 함께 네트워크에 참여할 수 있도록 CSMA/CA 기술을 사용한다.
하지만 규격이 엄격하게 정해지지 않아서 서로 다른 회사에서 만들어진 802.11 제품 사이에 호환성이 부족했고 속도가 느려서 널리 사용되지 않았다.

### 802.11a
세 번째로 등장한 전송방식인 802.11a는 5GHz 대역의 전파를 사용하는 규격으로, OFDM 기술을 사용해 최고 54Mbps까지의 전송 속도를 지원한다.
5GHz 대역은 2.4GHz 대역에 비해 다른 통신기기(무선 전화기, 블루투스 기기 등)와의 간섭이 적고, 더 넓은 전파 대역을 사용할 수 있다는 장점이 있지만, 신호의 특성상 장애물이나 도심 건물 등 주변 환경의 영향을 쉽게 받고, 2.4GHz 대역에서 54Mbps 속도를 지원하는 802.11g 규격이 등장하면서 현재는 널리 쓰이지 않고 있다.

### 802.11b
802.11b는 802.11 규격을 기반으로 더욱 발전시킨 기술로, 최고 전송속도는 11Mbps이나 실제로는 CSMA/CA 기술의 구현 과정에서 6-7Mbps 정도의 효율을 나타내는 것으로 알려져 있다.
표준이 확정되자마자 시장에 다양한 관련 제품이 등장했고, 이전 규격에 비해 현실적인 속도를 지원해 기업이나 가정 등에 유선 네트워크를 대체하기 위한 목적으로 폭넓게 보급되었으며, 공공장소 등에서 유무상 서비스를 제공하는 업체도 생겨났다.

### 802.11g
네 번째로 등장한 802.11g 규격은 a 규격과 전송 속도가 같지만 2.4GHz 대역 전파를 사용한다는 점만 다르다. 널리 사용되고 있는 802.11b 규격과 쉽게 호환되어 현재 널리 쓰이고 있다.

### 802.11n
802.11n은 상용화된 전송규격이다. 2.4GHz 대역과 5GHz 대역을 사용하며 최고 600Mbps 까지의 속도를 지원하고 있다.
처음 Draft 1.0 이 확정되었을 때, 대한민국의 경우 기술규격 내 주파수점유대역폭의 문제(2개의 채널점유)로 최대150Mbps이하로 속도가 제한되었으나 2007년 10월 17일 전파연구소의 기술기준고시로 300Mbps이상까지 사용할 수 있게 되었다. 이 기술의 최종 표준안은 2008년 말 제정될 예정이었으나 2009년 9월 11일에서야 IEEE 802.11n-2009이 표준안으로 제정되었고 대한민국에 현재 상용화되어 있다. 다른 규격보다 승인 규격이 엄격하고 출력 규제가 심하여, 일부 회사에서는 이 규제를 지키지 않고 있다. IEEE 802.11n-2009 표준은 최대 600Mbps까지 전송속도를 높일수 있다.
최대 단점은, 한대라도 다른 프로토콜에 연결되면 최대속도는 낮은 속도로 유지가 된다.

### 802.11ac
이 규격에 따르면 다중 단말의 무선랜 속도는 최소 1 Gbit/s, 최대 단일 링크 속도는 최소 500 Mbit/s까지 가능하게 된다. 이는 더 넓은 무선 주파수 대역폭(최대 160 MHz), 더 많은 MIMO 공간적 스트림(최대 8 개), 다중 사용자 MIMO, 그리고 높은 밀도의 변조(최대 256 QAM) 등 802.11n에서 받아들인 무선 인터페이스 개념을 확장하였다.

### 802.11ad
빔포밍 기술을 이용하여 최대 7Gb/s의 속도를 제공하는 전송규격이다. 기존 2.4GHz/5GHz 대신 60GHz 대역을 사용해 데이터를 전송하는 방식으로 대용량의 데이터나 무압축 HD 비디오등 높은 비트레이트 동영상 스트리밍에 적합하다. 하지만 60GHz는 장애물 통과가 어려워 10m이내 같은 공간 내에서만 사용이 가능하여 근거리 사용 기기만 이용가능하다.
기존 2.4/5GHz 대역사이도 원활한 전환을 위해 '빠른 세션 전송'을 추가했으며 Tri-band 네트워킹, 무선 도킹, 유선과 동등한 데이터 전송속도, 압축 스트리밍 비디오 지원 등의 보완이 이루어졌다.

### 802.11ax
2019년말 전체 배포가 예상되는 IEEE 802.11의 두 가지 새로운 Wi-Fi 사양 표준 중의 하나이다. 다른 하나는 IEEE 802.11ay다. 고효율 무선 네트워크로 판단할 수 있다.
802.11ax는 1GHz ~ 6GHz 사이의  모든 ISM 대역에서 802.11에 사용할 수 있을 때 이미 할당 된 2.4GHz~5GHz 대역과 함께 작동 하도록 설계되었다. CES 2018에서 발표 된 디바이스는 11Gbit/s의 이론적 데이터 속도를 주장하였다. 고밀도 배포의 경우 공칭 데이터 속도가 최대 37% 빠르지만 처리 속도는 IEEE 802.11ac보다 4배 빠르다. 지연 시간도 75% 감소했다.
스펙트럼 효율적인 이용을 향상시키기 위해, 새로운 버전은 이웃 네트워크와의 간섭, 직교 주파수 분할 다중 액세스 (OFDMA), 고차 1024-QAM 및 MIMO의 다운 링크로 추가 된 업 링크 방향을 피하기 위해 더 나은 전력 제어 방법을 도입한다. 그리고 MU-MIMO는 처리량을 더욱 높이고 Target Wake Time 및 WPA3 와 같은 전력 소비 및 보안 프로토콜의 신뢰성을 향상 시킨다.

## 핫스팟
다른말로 AP(Access Point)라고도 불린다. 핫스팟(Hot spot)은 이더넷 허브와 비슷한 역할을 하는 장비로, 하부구조(인프라스트럭처) 네트워크 모델에서 핫스팟 주변에 위치한 무선 클라이언트들을 하나의 네트워크로 묶어 서로 통신할 수 있게 하며, 핫스팟에 연결된 이더넷 회선을 통해 다른 핫스팟, 백본이나 WAN 망으로 연결할 수 있도록 해준다. 각 핫스팟에는 고유의 SSID와 BSSID가 부여되어 있어 클라이언트가 특정한 핫스팟에 연결할 수 있게 도와준다. 하나의 핫스팟은 장애물이 없는 지역에서 최대 100미터, 최대 20여대까지 네트워크를 구성할 수 있다.

## 하부구조(인프라스트럭처) 네트워크와 애드혹 네트워크
IEEE 802.11 네트워크 환경은 인프라(infrastructure) 방식과 애드혹(Ad-Hoc) 방식으로 구성할 수 있다. 핫스팟에 여러 대의 클라이언트가 접속해 네트워크를 구성한다면 인프라망(하부구조 네트워크)이라고 부르고, 각 클라이언트가 핫스팟 없이 서로 데이터를 주고 받는다면 애드혹 네트워크라고 부른다. 보통 인프라망에는 핫스팟이 필요하므로 초기 설치 비용이 많이 들지만, 더 많은 클라이언트를 받아들일 수 있고 더 넓은 접속 반경을 제공해 주기 때문에 자주 쓰인다.

## 보안
IEEE 802.11 네트워크를 구성하는 장비들은 암호화되지 않은 상태로 통신할 수도 있고 64비트, 128비트의 WEP 암호화를 사용해 보안성을 높일 수도 있다. 하지만 WEP 자체의 구조적 취약점 때문에 WEP로 암호화된 데이터는 쉽게 해독될 수 있어서 현재 잘 쓰이지 않는다. 지금은 발전된 형태의 WPA, IEEE 802.11i(WPA2), IEEE 802.1x 등의 보안책을 사용한다.

## IEEE 802.11 b/g의 채널별 주파수
| 채널 | 중심주파수(GHz) | 대역폭(MHz) | GHz |
| ---- | --------------- | ----------- | --- |
| 1    | 2.412           | 20          | 0.8 |
| 2    | 2.417           | 20          | 0.8 |
| 3    | 2.422           | 20          | 0.8 |
| 4    | 2.427           | 20          | 0.8 |
| 5    | 2.432           | 20          | 0.8 |
| 6    | 2.437           | 20          | 0.8 |
| 7    | 2.442           | 20          | 0.8 |
| 8    | 2.447           | 20          | 0.8 |
| 9    | 2.452           | 20          | 0.8 |
| 10   | 2.457           | 20          | 0.8 |
| 11   | 2.462           | 20          | 0.8 |
| 12   | 2.467           | 20          | 0.8 |
| 13   | 2.472           | 20          | 0.8 |
| 14   | 2.484           | 20          | 0.8 |

## 부가 기능 표준
- IEEE 802.11d - 지역 간 로밍용 확장 기술 (2001)
- IEEE 802.11e - QoS, 패킷 버스팅 등 기능 확장 기술 (2005)
- IEEE 802.11f - 인터 엑세스 포인트 프로토콜
- IEEE 802.11h - 유럽용 5GHz 대역 전송방식 (2004)
- IEEE 802.11i - 보안 확장 (2004)
- IEEE 802.11j - 일본용 전송 방식 (2004)
- IEEE 802.11k - 전파 자원 측정 확장 기술 (2008)
- IEEE 802.11p - 빠르게 움직이는 운송 수단을 위한 무선 접속 기술
- IEEE 802.11r - 빠른 로밍 (2008)
- IEEE 802.11s - ESS 메쉬 네트워킹
- IEEE 802.11t - 무선 성능 예측(WPP)
- IEEE 802.11u - 802.11 기반이 아닌 네트워크와의 상호 연동 (2011)
- IEEE 802.11v - 무선 네트워크 관리
- IEEE 802.11w - 보호된 관리 프레임 (2009)

## 같이 보기
- 와이파이
- 블루투스
- 울트라 와이드밴드 (UWB)